# 311e régiment d'infanterie
Pour les articles homonymes, voir 311e régiment.
Le 311e régiment d'infanterie (311e RI) est un régiment d'infanterie de l'Armée de terre française constitué en 1914 avec les bataillons de réserve du 111e régiment d'infanterie. Il combat jusqu'à la fin de la Première Guerre mondiale.

## Création et différentes dénominations
- Août 1914 : 311e régiment d'infanterie
- novembre 1918 : Dissolution

## Chefs de corps
- août 1914 - novembre 1914 : colonel Michard[1],[2]
- novembre 1914 - novembre 1918 : lieutenant-colonel Mangematin[2]

## Historique des garnisons, combats et batailles du311eRI

### Première Guerre mondiale

#### Affectation
- 129e brigade de la 65e division d'infanterie d'août 1914 à janvier 1917
- Infanterie divisionnaire de la 65e division d'infanterie de janvier 1917 à juillet 1918
- Infanterie divisionnaire de la 8e division d'infanterie de juillet à novembre 1918

#### 1914
Mobilisé à Antibes.

#### 1917
Il rejoint le front italien fin octobre 1917.

#### 1918
Il revient en France en urgence fin mars 1918.
Le 12 octobre, le 311e régiment d'infanterie, avec le 115e et le 117e, délivrèrent la commune de Tagnon, sans combats et qui arborait un drapeau blanc à son clocher en fin de matinée de trois côtés différents. Le 311e arriva par la gare, à la barrière, où l'attendaient des Tagnonnais avec des fleurs. Le Lieutenant-Colonel Mangematin accompagné du Dr Langlet du même Régiment montèrent jusqu'à la Maison de Monsieur Julien Vaillant, Maire de la Commune, pour le saluer, guidé par M. Pérard, de Tagnon[réf. nécessaire].
Le 13 novembre 1921, les restes du 311e RI rejoignent le 21e régiment de marche de tirailleurs indigènes, qui ne compte initialement qu'un seul bataillon de tirailleurs algériens, le 17e bataillon du 5e régiment de tirailleurs indigènes.

## Drapeau
Il porte les inscriptions :
- Verdun 1916
- Prosnes 1918

## Décoration
Le régiment reçoit une citation à l'ordre du corps d'armée le 13 novembre 1918. Son drapeau est donc décoré de la croix de guerre 1914-1918 avec étoile de vermeil.